# Galileo (système de positionnement)
Pour les articles homonymes, voir Galileo.
Galileo est un système de positionnement par satellites (radionavigation) mis en place par l'Union européenne (UE) à travers l'Agence spatiale européenne (ESA) et opéré par l'Agence de l'Union européenne pour le programme spatial (EUSPA). Il est partiellement opérationnel depuis fin 2016 et pleinement opérationnel après le lancement de 32 satellites FOC (fully operational capability) achevé en 2024. Comme les systèmes américain GPS, russe GLONASS et chinois Beidou, Galileo permet à un utilisateur muni d'un terminal de réception d'obtenir sa position. La précision attendue pour le service de base, gratuit, est de 4 m horizontalement et de 8 m en altitude. Un niveau de qualité supérieur (High Accuracy Service - HAS, 20 cm en horizontal / 40 cm en vertical), fourni gratuitement,, prévu pour 2022, a été déclaré en phase de service initial le 24 janvier 2023,.
Le segment spatial de Galileo, une fois le déploiement achevé, est constitué de trente satellites dont six de rechange. Chaque satellite, d'une masse d'environ 700 kg, circule sur une orbite moyenne (23 222 km) dans trois plans orbitaux distincts ayant une inclinaison de 56°. Ces satellites émettent un signal qui leur est propre et retransmettent un signal de navigation fourni par le segment de contrôle de Galileo. Ce dernier est constitué de deux stations chargées également de surveiller l'orbite et l'état des satellites.
Le projet Galileo, après une phase de définition technique débutée en 1999, est lancé le 26 mai 2003 avec la signature d'un accord entre l'Union européenne et l'Agence spatiale européenne chargée du segment spatial. Une des motivations principales du projet est de mettre fin à la dépendance de l'Europe vis-à-vis du système américain, le GPS. Contrairement à celui-ci, Galileo est uniquement civil. Le projet parvient à surmonter l'opposition de certains membres de l'UE et d'une partie des décideurs américains ainsi que les difficultés de financement : le coût final évalué à cinq milliards d'euros. Les tests de Galileo débutent fin 2005 à la suite du lancement des satellites précurseurs GIOVE-A et GIOVE-B en décembre 2005 et avril 2008. Les premiers satellites en configuration opérationnelle (FOC) sont lancés en août 2014. Les premiers services de Galileo sont opérationnels depuis le 15 décembre 2016.
Au 05 mars 2025, 32 satellites ont été lancés, dont 27 sont opérationnels. 

## Caractéristiques du système Galileo
Galileo est un projet européen de système de positionnement par satellites (radionavigation) qui pourra être « couramment utilisé dans les transports maritimes, aériens et terrestres, les opérations de secours et de sauvetage, les travaux publics, la prospection pétrolière, l'agriculture, ou tout simplement associé à la voiture ou au téléphone mobile dans la vie de tous les jours ». Galileo garantit l'autonomie de l'Union européenne vis-à-vis des États-Unis et de la Russie dans ce domaine stratégique, notamment dans les applications militaires, et déploie des facultés avancées par rapport à celles actuellement offertes par le GPS des États-Unis ou GLONASS de la Russie, ou encore le projet Beidou/Compass chinois. Cette indépendance est importante, car le GPS souffre de nombreuses restrictions sur la précision du positionnement (de l'ordre de 20 m pour le signal gratuit), sur la fiabilité ou sa continuité (le positionnement peut être impossible dans certaines zones du globe et/ou à certains moments, pour des raisons techniques et/ou politiques).

### Un contrôle uniquement civil
Le système est sous contrôle strictement civil, contrairement aux autres systèmes existants qui sont eux sous contrôle militaire.
Les deux responsables du projet sont :
- L'Union européenne, à travers l'Agence de l'Union européenne pour le programme spatial (représentée par les États membres et la Commission européenne) ;
- L'Agence spatiale européenne.

Pour cette occasion, une entreprise commune, European Satellite Navigation Industries (ESNIS), anciennement Galileo Industries (GAIN), a été créée. Après l'échec de ce mode de financement, une nouvelle solution a été mise en place à partir de la fin 2007 : un financement direct de l'ESA, sans l'intermédiaire ESNIS, qui disparaît en 2009.
Selon les estimations le programme devrait créer entre 15 000 et 20 000 emplois en Europe et 2 000 emplois permanents liés à son exploitation.

### Signaux sur trois bandes
Galileo diffuse ses signaux sur trois bandes (E1, E5, E6) :
- pour les services ouverts (OS pour « Open Service ») : E1B, E1C, E5aI, E5aQ, E5bI, E5bQ ;
- pour le service de haute précision (HAS pour « High Accuracy Service ») : E1B, E1C, E5bI, E5bQ, E6B, E6C ;
- pour le service public réglementé (PRS pour « Public Regulated Service ») : E1A, E6A.

### Services Galileo
Quatre services sont prévus. Un cinquième service, dit « Safety-of-Life », initialement prévu pour être certifiable et utilisé pour l'aviation civile, a été abandonné.
Une participation au service  dit « Integrity Monitoring Service » (IMS) est prévue pour la date d'achèvement (vers 2020).

#### 1. Service ouvert
Le service ouvert (ou « OS » pour open service) correspond à l'utilisation civile du GPS actuel, c'est le plus utilisé par les particuliers. Il fonctionne sur deux bandes de fréquences : 1 164–1 214 MHz et 1 563–1 591 MHz. Un récepteur qui utilise les deux bandes de fréquences peut obtenir une précision horizontale de moins de 4 mètres et une précision verticale de moins de 8 m. Si le récepteur n'utilise qu'une des deux fréquences, il aura une précision horizontale de moins de 5 m et une précision verticale de moins de 35 m, ce qui est comparable aux performances du GPS actuel. Pour ce service, aucune information d'intégrité n'est assurée.

#### 2. Service de haute précision
Le service de haute précision (ou « HAS » pour high accuracy service) offrira de nombreux services à valeur ajoutée (garantie du service, intégrité et continuité du signal, meilleure précision de la datation et des données de positionnement, ou encore la diffusion d'informations chiffrées à l'aide de deux signaux supplémentaires). Ce service utilisera les deux bandes de fréquences du service ouvert, ainsi qu'une bande de fréquence supplémentaire de 1 260 à 1 300 MHz, ce qui permet une précision d'environ 20 cm en horizontal et 40 cm en vertical. Ses signaux peuvent être complétés par des signaux provenant de stations terrestres pour atteindre une précision inférieure à 10 cm.

#### 3. Service public réglementé
Le service public réglementé (ou « PRS » pour public regulated service) s'adresse en priorité aux utilisateurs remplissant une mission de service public, très dépendants de la précision, de la qualité du signal et de la fiabilité de sa transmission (services d'urgence, transport de matières dangereuses, etc.). Comme il doit être disponible en tout temps, il utilise deux signaux à part et dispose de plusieurs systèmes prévenant un brouillage ou un leurrage du signal. Il est également chiffré et disponible seulement sur des récepteurs spécifiques.

#### 4. Service de recherche et secours
Le service de recherche et secours (ou « SAR » pour search and rescue service) permet de localiser l'ensemble du parc des balises Cospas-Sarsat 406 MHz et de renvoyer un message d'acquittement vers les balises en détresse. La réglementation et la définition des fonctions sont à la charge de l'Organisation maritime internationale (OMI) et de l'Organisation de l'aviation civile internationale (OACI).

### Galileo complémentaire avec le système EGNOS
Le European Geostationary Navigation Overlay Service (EGNOS) est le premier programme européen de navigation et de positionnement par satellites. Il a été ouvert au grand public et aux entreprises le 1er octobre 2009. En attendant que le système de trente satellites de Galileo (en orbite quasi circulaire) soit déployé, des satellites géostationnaires ont été lancés ou utilisés. Les deux premiers ont été lancés en octobre 2011, suivis de deux autres en octobre 2012 ; les suivants jusqu'en 2014. Trois sont opérationnels (voir tableau dans l'article EGNOS).
EGNOS préfigure Galileo. Ce réseau de 34 stations terrestres corrige les signaux des systèmes de positionnement du GPS américain et du GLONASS russe dans leurs versions actuelles et futures. Grâce à l'interopérabilité du GPS et de GLONASS, EGNOS améliore à la fois leur fiabilité et leur précision : la précision nominale du GPS, de 20 mètres environ, passe ainsi à une précision horizontale de 2 mètres avec EGNOS, avec des signaux fiables. EGNOS est épaulé par des satellites qui lui sont propres. Début 2012, ils étaient au nombre de trois, dont deux opérationnels (Atlantic Ocean Region-East et ARTEMIS) et le troisième servant de plateforme de tests (Europe Middle East Africa). Ils ont été rejoints depuis par deux autres satellites : Sirius 5 (SES-5), en orbite depuis le 10 juillet 2012 et qui remplacera Atlantic Ocean Region-East, et Astra-5B, en orbite depuis le 22 mars 2014 et qui remplacera ARTEMIS. Le rôle du satellite de test a été transféré de Europe Middle East Africa à ARTEMIS depuis le 23 mars 2012.
EGNOS est surtout utile pour la navigation aérienne. La précision verticale qu'il apporte améliore grandement celle du GPS seul, ce dernier étant généralement suffisant pour les usages courants. C'est un système de GPS différentiel qui a des équivalents pour d'autres parties du monde. Tous ces systèmes sont compatibles entre eux, ce qui permet aux équipements (compatibles) GPS d'utiliser l'apport du WAAS, du MSAS et de EGNOS sur leurs continents respectifs.

## Historique, gouvernance et développement
En 1998 se tient à Bruxelles un forum sur le thème « Vers un réseau transeuropéen de positionnement et de navigation comprenant une stratégie européenne pour un système global de navigation par satellites GNSS », qui réunit 170 experts. À la suite de ce forum, l'Union européenne présente un projet à vocation commerciale avec un partenariat public/privé.
Le projet est nommé Galileo en hommage à Galileo Galilei (Galilée), savant italien qui a identifié la notion de satellite.
En 2001, après de longues tergiversations, l'Union européenne prend la décision de principe de construire son propre système de géopositionnement par satellites. De fait, l'organisation construite est complexe, mélangeant les financements publics et privés, et multipliant les structures bureaucratiques.

### Concession
Le 27 juin 2005, Galileo Joint Undertaking (GJU) a négocié l'attribution de la concession avec deux consortiums qui avaient présenté leur offre conjointe :
- iNavSat, composé de EADS (devenu Airbus Group), Thales (France) et Inmarsat (Royaume-Uni) ;
- Eurely, composé de Alcatel (France), Finmeccanica (Italie), AENA (Espagne) et Hispasat (Espagne).

La décision du GJU repose initialement sur l'espoir que la mutualisation des efforts et des moyens permettra la mise en place de Galileo plus rapidement et de manière plus sûre. Les recettes commerciales devraient également être 20 % plus importantes que s'il n'y avait eu qu'un seul consortium choisi.
Le système du partenariat public privé a été annulé par la Commission et les États membres de l'Union, en juin et novembre 2007. L'entreprise commune Galileo a été dissoute le 31 décembre 2006. C'est désormais l'Agence spatiale européenne qui est chargée d'organiser l'appel d'offres pour les six lots définis par la Commission pour la phase FOC (fully operational capability) du programme Galileo. L'ESA appliquera le droit de la Communauté et échappera donc au droit du juste retour.
Le Conseil TTE du 7 avril a redéfini le rôle de l'agence communautaire EUSPA (ex. GSA) (European GNSS Supervisory Authority). Le règlement CE no 1321/2004 du 12 juillet 2004, modifié ensuite par le règlement CE no 1942/2006 le 12 décembre 2006 (depuis remplacé par le règlement UE no 912/2010 du 22 septembre 2010 établissant l’Agence du GNSS européen, lui-même remplacé par le  Règlement (UE) 2021/696 du 28 avril 2021 établissant le programme spatial de l’Union et l’Agence de l’Union européenne pour le programme spatial), définit les fonctions et les attributions de cet organisme nouveau. Son rôle est d’assurer l'homologation en matière de sécurité (mise en œuvre des procédures de sécurité et réalisation des audits de sécurité), l'exploitation du centre de sécurité Galileo, la contribution à la préparation de la commercialisation des systèmes, la promotion des applications et services dérivés du système, ainsi que le contrôle de la certification des composantes du système.

### Financement
L'investissement estimé du programme est supérieur à 3,4 milliards d'euros, auxquels s'ajoutent les frais d'exploitation annuels, estimés à 220 millions d'euros.
Le financement du programme était prévu initialement avec des fonds publics et privés :
- partie publique (1⁄3 du total), assurée à égalité par l'Union européenne et l'Agence spatiale européenne (ESA) ;
- partie privée (2⁄3), devant venir des consortiums Eurely et iNavSat.

De très nombreuses difficultés ont été rencontrées dès le début du projet : rivalité entre États et notamment entre Italie et Allemagne, difficulté à choisir un consortium, volonté d'associer les deux consortiums concurrents, puis grande difficulté au sujet du leadership, etc. Ces difficultés perdurent, et ont déjà causé « un retard de cinq ans par rapport au calendrier initial ». La Commission européenne a plaidé avec force le 17 mai 2007 « pour un financement public complet des trente satellites de son futur système de navigation par satellites Galileo (le GPS européen), exploités par le privé une fois opérationnels ». Ce scénario, jugé « le plus avantageux » par le commissaire aux transports Jacques Barrot, a été présenté aux ministres européens des transports les 7 et 8 juin 2007. Il impliquait un déploiement complet des satellites « à la fin 2012 », avec de premières utilisations concrètes un an plus tôt, selon la Commission européenne.
Le coût public total serait alors de dix milliards d'euros, de 2007 à 2030, période incluant un contrat d'exploitation privée d'une durée de vingt ans. Ce chiffre est très supérieur au total cité plus haut : 3,4 milliards d'investissements + 4,4 milliards pour l'exploitation (20 × 220 millions d'euros). Dans ce scénario, le coût public sur la période 2007–2013 resterait cependant à 3,4 milliards d'euros car, selon Jacques Barrot, il pourrait en partie être financé par des « crédits non consommés » en provenance de diverses lignes de compte du budget communautaire (aides agricoles pour les stocks de céréales, crédits de recherche, fonds européen contre les catastrophes naturelles). Cependant certains commissaires européens ont exprimé leur hostilité à ces transferts entre lignes budgétaires, et selon Mariann Fischer Boel : « Le financement de Galileo ne peut pas dépendre du cours des céréales », alors que Günter Verheugen met en doute l'intérêt des projets de Galileo et le juge « stupide (par opposition à GMES) ».
Le 23 avril 2008, le Parlement européen approuve finalement le financement entièrement public de Galileo, en vue d'une finalisation du projet pour 2013, avec un financement de 3,4 milliards d'euros. L'accord a été très largement avalisé, avec 607 voix votant pour, sur 750. Ainsi, dès la première lecture, le financement du projet par l'Union européenne reçoit le feu vert. De ce fait, Galileo aura un statut unique en tant que première infrastructure commune produite et financée par l'Union européenne, qui en sera également propriétaire. La Commission européenne gérera le projet, avec comme contractant principal l'Agence spatiale européenne. L'Union crée pour ce faire l'EUSPA (ex. GSA, puis Agence du GNSS européen), conformément à l’article 34 du règlement (UE) no 1285/2013 relatif à la mise en place et à l’exploitation des systèmes européens de radionavigation par satellite (le « règlement GNSS ») et à l’article 26 du règlement (UE) no 912/2010 établissant l’Agence du GNSS européen (le « règlement GSA »). L'agence EUSPA, qui est l'autorité européenne de surveillance du Système global de navigation par satellites (GNSS) gèrera le centre de sécurité, et un comité ad hoc fera un bilan trimestriel des progrès réalisés. Saluant ce rapport, le commissaire Jacques Barrot s'est réjoui de cet accord. Il a souligné qu'il respecte les accords budgétaires passés. Au nom de la Commission des Budgets, Margarítis Schinás s'est félicité de l'accord, précisant que « si l'UE avait l'argent, ce qui importait, c'était le cadre dans lequel il serait dépensé ». Il a de même souligné la responsabilité du Parlement européen dans le contrôle de l'utilisation d'une part non négligeable de l'argent des contribuables. Pour la Commission des Transports, Anne Elisabet Jensen a elle aussi applaudi l'accord et la sécurité accrue que Galileo devrait assurer au transport. Jeffrey Titford a fait entendre une voix dissonante en mettant l'accent sur les émissions de gaz carbonique engendrées par le lancement de trente satellites.
Selon une information du Financial Times Deutschland en date du 6 octobre 2010, Galileo nécessiterait un financement supplémentaire de 1,5 à 1,7 milliard d'euros et ne pourrait être finalisé qu'en 2017, voire 2018,. Berlin annonce ensuite vouloir réduire le coût de 500 à 700 millions d'euros, notamment en utilisant, pour le lancement, une fusée Soyouz au lieu d'une Ariane.
Fin mai 2011, on apprend que les deux premiers satellites seront lancés le 20 octobre 2011 (7 h 0 heure locale) par des lanceurs russes Soyouz, depuis la base de Kourou. C'est le commissaire européen à l'industrie et aux entreprises, Antonio Tajani, qui donna l'information et indiqua que ces deux satellites porteraient des noms d'enfants belge et bulgare. Le directeur général de l'Agence spatiale européenne, Jean-Jacques Dordain, a expliqué que cette date avait été fixée lors d'une réunion effectuée pendant le mois de mai 2011. Mi-juin, Antonio Tajani indiqua que le projet Galileo avait réduit les coûts de cinq cents millions d'euros, et qu'il comptait à terme disposer de vingt-quatre satellites au lieu des dix-huit initialement prévus.

### Coopération

#### Avec les États-Unis

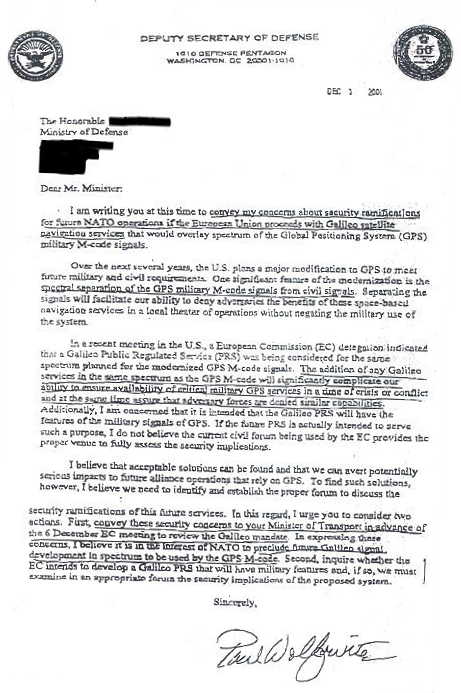
Lettre du secrétaire adjoint à la Défense des États-Unis, Paul Wolfowitz, aux ministres des États membres de l'Union européenne en décembre 2001, illustrant la campagne de lobbying des États-Unis contre Galileo.

Les États-Unis ont tenté de faire annuler le projet dès son début, pour différentes raisons plus ou moins avouées :
- empêcher que des pays (essentiellement la Russie, l'Inde et la Chine) ou des organisations ennemies puissent utiliser Galileo (les systèmes de positionnement par satellites permettent de guider précisément des missiles de croisière ou balistiques jusqu'à leur cible)[réf. nécessaire] ;
- empêcher l'indépendance de l'Europe dans le domaine des satellites de télécommunication et plus généralement de l'espace, afin de maintenir la suprématie imposée par le monopole américain (« pour le bien de tous les pays », selon les militaires américains ayant mis au point cette doctrine[30],[Note 4]).

Les États-Unis ont finalement accepté Galileo et vont même y participer. C'est ainsi qu'en marge du sommet États-Unis – Union européenne qui s'est déroulé en Irlande, a été signé le 26 juin 2004 un accord final permettant l'interopérabilité technique de Galileo avec le GPS : les systèmes Galileo et GPS seront utilisables avec un même récepteur. De plus, si un des systèmes venait à avoir des défaillances, le second prendra le relais de façon totalement transparente.
L'utilisation conjointe des deux systèmes et du système EGNOS (système diffusant par des satellites géostationnaires des données de correction du GPS américain à partir d'un réseau de surveillance au sol) permet d'améliorer la précision du positionnement sur l'ensemble de la planète.
Les détails de cet accord demeurent en grande partie confidentiels mais on sait qu'il prévoit la possibilité de discriminer les signaux militaires américains « M code » des signaux civils du GPS américain en cas de crise. Réciproquement, l'accord permet aussi de maintenir en opération les signaux PRS (Public Regulated Service : dédiés aux services publics) européens quand il sera nécessaire d'interdire, pour des raisons de sécurité, l'accès aux signaux ouverts.

#### Avec plusieurs autres pays
De nombreux autres pays sont intéressés par une participation à Galileo, à des niveaux de coopération plus ou moins importants.
- Chine - s'est engagée à financer Galileo pour 200 millions d'euros[32] ;
- Inde - appose sa signature le 7 septembre 2005 à New Delhi[33] ;
- Israël - participera techniquement et financièrement via un intéressement à l'entreprise commune GJU[34] ;
- Maroc - a rejoint le programme le 8 novembre 2005 ;
- Ukraine ;
- Norvège - non membre de l'UE mais membre de l'ESA, s'est à son tour jointe à Galileo, en signant un accord le 3 avril 2009. Ce contrat de 68,9 millions d'euros permet aux entreprises norvégiennes de répondre aux appels d'offres du programme[35] ;
- Suisse - non membre de l'UE mais membre de l'Agence spatiale européenne, s'est à son tour jointe à Galileo, en signant un accord le 18 décembre 2013. Avec cet accord, la Suisse participe au développement des systèmes de navigation et intègre les programmes de recherche. La contribution annuelle de la Suisse est de 34 millions d'euros[36].

Des discussions sont également en cours avec les pays suivants :
- Argentine ;
- Australie ;
- Brésil ;
- Canada ;
- Chili ;
- Corée du Sud ;
- Malaisie ;
- Mexique.

### Études, rapports sur les retards de ce projet
Plusieurs études ont été réalisées sur ce grand projet européen, du fait du très grand retard accumulé depuis le lancement. Dont une réalisée par la Cour des comptes européenne.
Ces retards sont extrêmement liés à :
- une gouvernance en difficulté, à des insuffisances de budget provenant des institutions européennes, des retards et des problèmes d'organisation des responsabilités, causés principalement par un déficit de pouvoir décisionnel de la part des différents intervenants[37],[Note 5] ;
- une complexité organisationnelle liée à la règle du « juste retour » et à des financements inappropriés[Note 6] : exclusivement privés au démarrage du programme, dans la foulée des financements de start-ups de la fin des années 1990, avant l'explosion de la bulle internet.

### Réorganisation du programme (2007)

#### Accord européen sur un financement public
Le 23 novembre 2007, les États membres de l'Union européenne se mettent d'accord sur le financement public du programme et les 2,7 milliards d'euros nécessaires. Un autre accord, conclu le 29 novembre 2007 à la majorité qualifiée, sans l'Espagne, permet de résoudre des différends entre pays participants sur l'attribution des appels d'offres. Le lendemain, 30 novembre, l'Espagne se joint au programme, annonce le ministre portugais des Transports, Mario Lino, qui présidait la réunion des ministres européens des Transports à Bruxelles. Ce pays devra abriter un centre au sol, chargé du signal dédié spécifiquement à la protection civile (Safety of Life), utilisé en cas de problème dans le domaine de la sécurité maritime, aérienne et ferroviaire.
Le projet est ainsi divisé en six segments, chacun d'entre eux faisant l'objet d'un appel d'offres :
- support et ingénierie système : Le marché attribué à Thales-AleniaSpace, pour un montant de 85 millions d'euros ;
- segment spatial, le plus gros morceau, d'environ 1 milliard d'euros : la première commande de quatorze satellites a été attribuée à OHB, pour un montant de 566 millions d'euros ;
- mission, d'environ 250 millions d'euros ;
- contrôle, d'environ 40 millions d'euros ;
- lancements : Le marché passé avec Arianespace porte sur le lancement de cinq lanceurs Soyouz, emportant chacun deux satellites pour un montant de 397 millions d'euros ;
- opérations de la constellation de 30 satellites.

Chaque segment est/sera doté d'une société « chef de file » - mais aucun chef de file ne pourra être maître d'œuvre de plus de deux segments - et de sous-traitants à hauteur de 40 % des contrats.
La question financière et la politique d'approvisionnement semblent réglées, mais il reste encore de nombreux obstacles à franchir avant le déploiement de la constellation. Le 28 novembre 2007, l'allemand OHB-System et le britannique SSTL annoncent leur alliance pour répondre à l'appel d'offres du segment spatial. Le 23 avril 2008, le Parlement européen donne le feu vert à la partie finale du projet, avec un financement de 3,4 milliards d'euros sur des fonds communautaires.
Pour l'ancien commissaire européen aux Transports Jacques Barrot, Galileo représente « un outil de souveraineté pour l'Europe » et marquera son « indépendance totale ». Néanmoins, le droit de l'OMC (Organisation Mondiale du Commerce) s'applique aux marchés publics de la Communauté. Les 13 États signataires de l'Accord Marchés Publics (AMP) de 1994 (États-Unis, Chine, Japon, Singapour, Israël) pourront faire des offres sur les parties non stratégiques des six lots, et sous condition de réciprocité.

#### Accord sur le règlement sécurité de Galileo et de Egnos
Après avoir obtenu l'accord (volets financier et industriel) des États membres de l’UE, le Parlement européen a aussi approuvé le règlement « sécurité » de Galileo et du service européen de navigation géostationnaire (EGNOS). « Compromis » négocié avec le Conseil de l'UE et la Commission européenne lors de réunions informelles, ce texte reprend la plupart des amendements proposés le 29 janvier 2008 par la commission industrie, recherche et énergie du Parlement européen. Ce texte invite aussi la Commission européenne à définir les principales exigences techniques, en matière de contrôle de l'accès aux technologies assurant la sécurité de Galileo et d'EGNOS.
Ainsi « les États membres devraient adopter leurs réglementations nationales de sécurité, afin d'atteindre le même niveau de protection que celui en vigueur pour les informations secrètes de l'UE dans le domaine de la sécurité industrielle d'Euratom », souligne le Parlement européen dans un communiqué daté du 23 avril 2008. Parallèlement, les missions de l'Autorité européenne de surveillance de Galileo (EUSPA), autorité créée pour l'occasion, ont été révisées.

## Secteurs d'applications
Les secteurs d'applications sont nombreux. Ils touchent aussi bien le secteur civil (marine marchande, aviation, véhicules particuliers, etc.) que militaire (positionnement des troupes et des unités mécanisées, des missiles ou des avions). Ce dernier secteur est toutefois sujet à discussions : à plusieurs reprises il avait été dit que Galileo serait « un programme civil sous contrôle civil ». Cependant, à partir du moment où le signal PRS est utilisé par les pompiers ou la police, rien n'empêcherait l'armée d'en faire de même.
Comme les satellites disposent chacun d'une horloge atomique ultra-précise, Galileo peut servir de base temporelle, en plus de sa fonction habituelle de système de positionnement. Le service de haute précision permet également d'envoyer des messages d'informations à grande échelle.

## Caractéristiques techniques

### Découpage initial
Le programme initial était composé de quatre parties appelées « segments ».

#### Segment spatial

La constellation des satellites de Galileo (fichier animé).

Les satellites sont placés en orbite terrestre moyenne à une altitude de 23 222 km, également répartis sur trois plans orbitaux inclinés à 56° du plan équatorial (voir illustration). Chaque orbite circulaire comprend huit satellites actifs plus deux satellites de secours, pour un total de trente satellites (24 actifs et 6 de secours). La période orbitale est de 14 heures et 5 minutes (toutes les 17 révolutions, effectuées en 10 jours sidéraux, un satellite repasse au-dessus du même point).

#### Segment sol de contrôle
Le segment sol de contrôle est chargé du contrôle des satellites. Il est constitué de :
- deux centres de contrôle, situés à Oberpfaffenhofen (Allemagne) et au Fucin (Italie) ;
- six stations de TTC (Telemetry, Tracking & Control), chargées de maintenir les liaisons de télécommandes et télémesures avec les satellites. Elles se trouvent à Kiruna (en Suède), à Kourou, Nouméa, Sainte-Marie (La Réunion), Redu (en Belgique) et Papeete.

#### Segment sol de mission
Le segment sol de mission est chargé de créer le message de navigation diffusé par le satellite (garant des performances des services), de détecter les éventuelles anomalies et d'en prévenir les utilisateurs (dans le message diffusé par les satellites), ainsi que de mesurer les performances du système.
Il est constitué de :
- deux centres de mission, situés à Oberpfaffenhofen (Allemagne) et au Fucin (Italie), co-localisés avec les centres du segment sol de contrôle, où sont réalisées les fonctions de calcul d'orbitographie, d'intégrité (permettant de développer les applications Safety of Life), de création du message de navigation et du temps Galileo, de la surveillance du système et de mesure de performances des services ;
- dix à douze stations terrestres de transmission du message de navigation vers les satellites (ULS, UpLink Stations), à raison de deux par site, au Svalbard, à Kourou, Papeete, Sainte-Marie et Nouméa ;
- quarante stations de réception des signaux satellitaires, réparties sur toute la Terre et en liaison permanente avec les centres de mission pour leur fournir les informations nécessaires pour leurs fonctions ;
  - le récepteur GRCP (Ground Receiver Chain PRS), traitant les signaux PRS (Public Regulated Service), est développé par Thales à Valence dans la Drôme. Le premier système de relais terrestre a été présenté le 10 novembre 2009 à l'Euro Space Center (Transinne, Belgique), avant de prendre la direction de la Polynésie française ;
- deux centres de sécurité (GSMC), situés à Saint-Germain-en-Laye (France) et Madrid (Espagne). Ces centres ont pour mission la gestion des accès au service gouvernemental PRS, la surveillance de la sécurité du système, et peuvent intervenir dans l'exploitation du système selon les règles de la Politique étrangère et de sécurité commune de l'Union européenne.

#### Segment de test des utilisateurs
Ce segment est destiné à valider en environnement réel les performances des récepteurs du commerce (ou plus exactement leurs prototypes). Le récepteur TUS (Test User Segment) est développé par Thales à Valence, dans la Drôme.

### Découpage actuel (FOC)
Après les nombreux rebondissements, le projet est divisé en six segments, chacun d'entre eux faisant l'objet d'un appel d'offres :
- support et ingénierie système - la Commission européenne a attribué à l'entreprise franco-italienne Thales Alenia Space un contrat de 85 millions d'euros pour les services de soutien du système, qui couvre les services industriels nécessaires à l'Agence spatiale européenne pour l'intégration et la validation du système Galileo. Thales Alenia Space sous-traite les performances à Astrium GmbH (maintenant Airbus Defence and Space) et la sécurité à Thales Communications ;
- segment spatial - la Commission européenne a attribué à l'allemand OHB-System AG, filiale d'OHB Technology AG (OHB.XE), la construction de 14 satellites opérationnels, pour 566 millions d'euros[49] ;
- mission - pour un budget d'environ 250 millions d'euros, attribué à Thales Alenia Space ;
- contrôle - pour un budget d'environ 40 millions d'euros, attribué à Airbus Defence and Space ;
- lancements - la Commission européenne a attribué un contrat à Arianespace pour le lancement de cinq fusées Soyouz, emportant chacune deux satellites, pour 397 millions d'euros. Le contrat porte sur des options pour deux Soyouz supplémentaires et une Ariane 5 (emportant quatre satellites)[50] ;
- opérations de la constellation de 30 satellites - la Commission européenne a attribué à Spaceopal (joint venture entre DLR Space Applications Company GmbH et la société italienne Telespazio S.p.A.) un budget de 194 millions d'euros[51].

## Déploiement

### Segment spatial

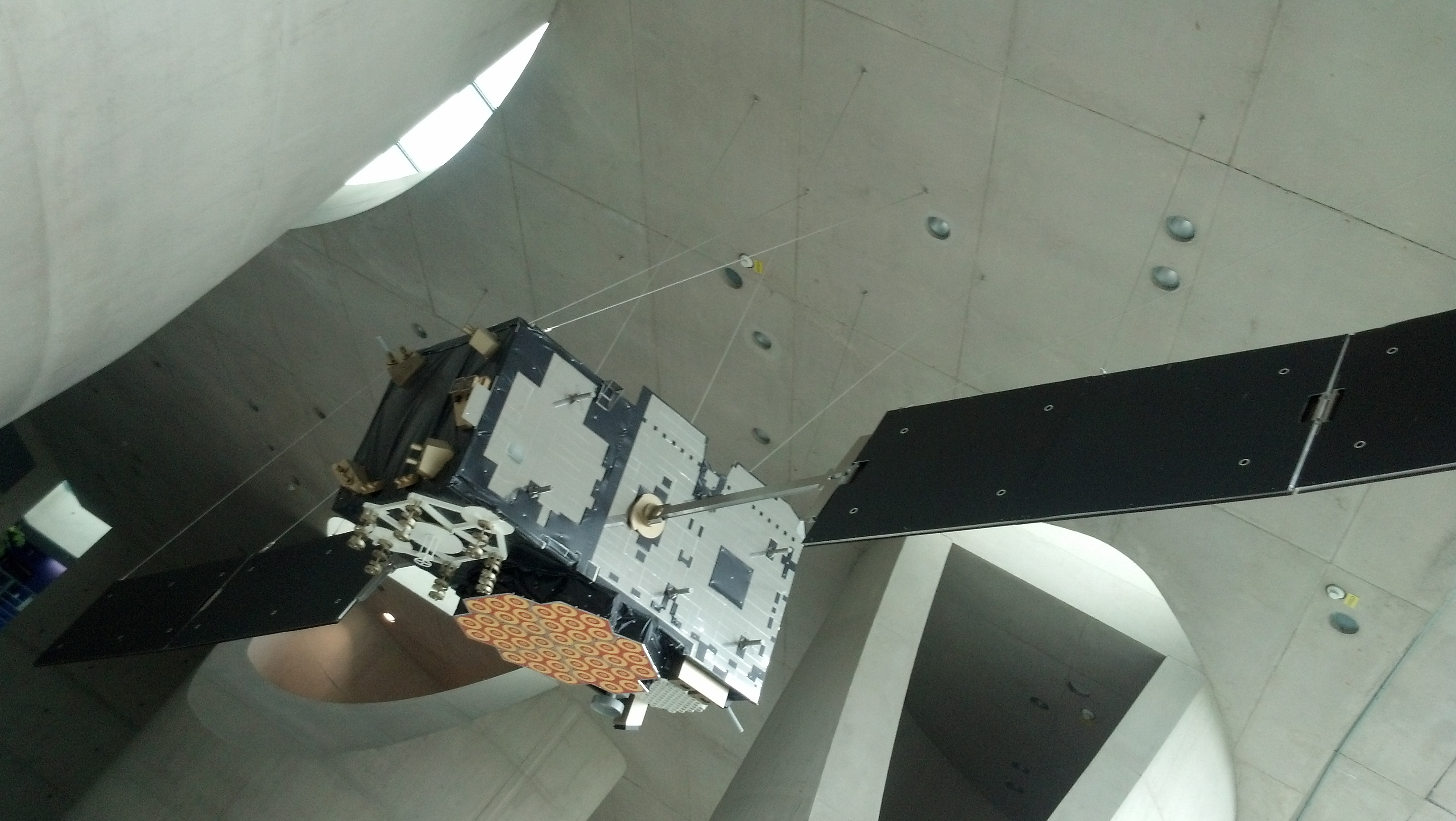
Modèle d'un satellite Galileo exposé en 2012.

Le développement du segment spatial a débuté dans les années 2000, avec des études et réalisations de satellites de démonstration, puis des commandes de satellites définitifs, ainsi que des lanceurs nécessaires.
À la fin de juillet 2018, vingt-six satellites sont en orbite. Deux d'entre eux ont été lancés le 22 août 2014, mais n'ont pu atteindre l'orbite cible, à la suite d'une défaillance partielle du lanceur Soyouz. Le problème serait survenu au niveau de son dernier étage, le Fregat. Malgré cet incident, il semble que, même placés sur une orbite non initialement prévue, ces satellites puissent tout de même être utilisés,. Le fait qu'ils emportent une horloge atomique de haute précision et que leur orbite soit elliptique, et donc que leur altitude varie de façon périodique, a cependant permis de tester la relativité générale avec une précision supérieure à celle obtenue jusque là.
Soyouz réussit depuis le Centre spatial guyanais le 27 mars 2015 le lancement de SAT-7 et SAT-8. Les lancements réussis de SAT-9 et de SAT-10 le 10 septembre 2015, de SAT-11 et de SAT-12 le 17 décembre 2015, de SAT-13 et SAT-14 le 24 mai 2016 s’inscrivent dans la continuité de ce plan d’action. Alors que les 16 précédents satellites avaient été lancés deux-par-deux à l'aide du lanceur Soyouz, le 17 novembre 2016, 4 satellites supplémentaires (SAT-15, -16, -17 et -18) ont été mis en orbite simultanément pour la première fois avec Ariane 5 ES,. Le 29 mai 2017, après une série de tests intensifs, deux de ces nouveaux satellites sont déclarés opérationnels et rejoignent la constellation de satellites déjà en service. La seconde paire les rejoint début août 2017,,,,.
La possibilité de lancer des satellites Galileo quatre-par-quatre permet d'accélérer le démarrage opérationnel de la constellation. Un nouveau lancement est effectué avec Ariane 5, le 12 décembre 2017 (SAT-19 à 22) et un autre (SAT-23 à 26) le 25 juillet 2018 afin de fournir une couverture viable en tout point du globe pour un service opérationnel en 2020,,,. Un nouveau lancement est effectué pour 2 satellites (SAT-27 à 28) le 5 décembre 2021,,.
Les deux satellites placés sur une orbite elliptique entrent en service durant le 1er semestre 2019, portant la constellation à 24 satellites opérationnels et permettant une disponibilité et une précision maximale de Galileo. Le déploiement permettant au système Galileo d'atteindre sa pleine capacité doit s'achever vers 2024.
10 nouveaux satellites devraient être lancés entre 2022 et 2025 par Arianespace, portant la constellation à 38 satellites.

### Segment sol de contrôle
- Le 7 janvier 2010, la Commission européenne attribue à Thales Alenia Space un contrat d'une valeur de 85 millions d'euros pour la fourniture des services de soutien du système, couvrant les services industriels nécessaires à l'Agence spatiale européenne pour l'intégration et la validation du système Galileo[49]. Thales Alenia Space sous-traite les performances à Astrium GmbH (maintenant Airbus Defence and Space) et la sécurité à Thales Communications.
- En février 2019, début de la mise à niveau du segment sol pour améliorer la robustesse et la précision de Galileo[71],[74].
- Le 11 juillet 2019, soit deux ans avant la pleine capacité opérationnelle du projet, dans l'après midi, Galileo ne répond plus ; le problème émane d'un équipement situé dans une station de contrôle italienne et les deux stations théoriquement redondantes ne peuvent suppléer[75]. La panne dure six jours durant lesquels les utilisateurs sont basculés instantanément sur le GPS américain. Au delà du problème purement technique, l'incident reste révélateur d'un mauvais fonctionnement des instances européennes dans la gestion du problème, pour un système purement civil, au contraire de ses concurrents russes ou américains, militaires[75]. En effet, le pilotage de Galileo, sous l'égide de l'Union européenne peu au fait de la technologie, incombe suivant plusieurs niveaux hiérarchiques à l'Agence spatiale européenne, l'Agence du GNSS européen, ainsi que diverses entités devant représenter les États partenaires du projet : la réactivité dans le cas de prise de décisions s'en trouve ralentie[75].

### Centres de sécurité
La Commission européenne a retenu l'offre franco-britannique d'installation de deux centres de sécurité :
- Saint-Germain-en-Laye (France) pour le centre principal ;
- Swanwick (en), dans le Hampshire (Grande-Bretagne) pour le centre redondant. À la suite du vote sur le Brexit, le choix du site du centre redondant a été remis en question et est actuellement basé à San Martín de la Vega (Madrid)[76].

Ces centres gèrent les accès au service gouvernemental PRS (Public Regulated Service), surveillent la sécurité de Galileo et peuvent intervenir dans l'exploitation du système selon les règles de la politique étrangère et de sécurité commune (PESC) de l'Union européenne.

## Appareils compatibles
Dès fin 2016, l'Agence du GNSS européen publie la liste des appareils compatibles sur un nouveau site internet,.
Le nombre de smartphones compatibles est passé de 100 millions en février 2018 à un milliard en septembre 2019. Les concepteurs de puces pour le marché des mobiles sont en effet à 95 % utilisateurs du système européen.

## «European Satellite Navigation Competition», ex-«Galileo Masters»
L'« European Satellite Navigation Competition » est un concours européen d'idées sur la navigation par satellite, lancé en 2004 sur une initiative du Land de Bavière, sous le nom de Galileo Masters.
Les créateurs et organisateurs ont pour objectif de réunir des idées concernant les applications commerciales pour la navigation satellite, et de promouvoir les idées individuelles par le biais d'attribution de prix. Le concours est ouvert aux étudiants (majeurs), particuliers, très petites entreprises, petites et moyennes entreprises, et institutions scientifiques implantées au sein de la Communauté européenne.
Jusqu'en 2009, la Fondation Sophia Antipolis, présidée par le sénateur Pierre Laffitte, et l'agence de développement économique des Alpes-Maritimes, Team Côte d’Azur, présidée par Jean-Pierre Mascarelli, vice-président du conseil général des Alpes-Maritimes, étaient le portail d'entrée unique de la partie France de ce concours d’idées sur les applications commerciales futures de la navigation par satellite.

### Trophées 2004 à 2007
2004
- Le prix Galileo Masters 2004 a été attribué à la société HCL Technologies, pour le projet de son collaborateur M. Narayanan, ingénieur de nationalité indienne, sur la navigation marine pour la pêche. Ce prix a été remis à Munich par Hans Spitzner, secrétaire d'État Délégué à l'Économie et aux Technologies représentant le gouvernement bavarois, et Jean-Pierre Mascarelli, conseiller général des Alpes-Maritimes, chargé de la commission Économie, Tourisme et Pôles de compétences.

2005
- La société VULOG, représentée par Georges Gallais (Inria Sophia), a été couronnée par le Galileo Masters 2005, pour ses créations de logiciels et de services pour la mobilité urbaine.

2007
- Le grand prix est décerné à la société Anteq, créée par Dragos Zaharia, docteur ingénieur, installée provisoirement dans l'Oise, mais préparant son transfert sur la technopole de Sophia-Antipolis, pour sa mise au point d'une nouvelle technologie pour sécuriser la transmission de données financières.
- Le prix spécial est décerné à la société Nodbox, de Sophia-Antipolis, fondée par Thierry Fargas, pour la mise au point d'un système d'intelligence embarquée pour le secteur automobile visant à anticiper, en temps réel, les risques d'accident.

#### En 2008, quatre prix thématiques spéciaux
Cette année, quatre prix thématiques sont mis en place par les acteurs suivants :
- l'EUSPA (ex. GSA) (Autorité européenne de supervision du programme Galileo) récompensera l'idée d'application la plus prometteuse utilisant les fonctionnalités d'EGNOS (European Geostationary Navigation Overlay Service) (voir ci-dessus) ;
- l'ESA (Agence spatiale européenne) récompensera l'idée commerciale la plus innovante, créative et captive, avec une mise en œuvre rapide sur le marché ;
- ITRI (Industrial Technology Research Institute), basé à Taïwan, récompensera l'idée qui permettra d'utiliser les fonctionnalités de Galileo dans un concept de jeu ;
- T-Systems et DHL enfin s'associent pour favoriser le développement d’une méthode innovante pour optimiser le volume de fret des camions de livraison.

#### Trophées 2008
- Le prix spécial est décerné à M. Peter Hall et Mme Christine Edwards, deux entrepreneurs du Royaume-Uni, pour la proposition du développement commercial d'un système de sauvetage d'homme à la mer employant le système EGNOS. Leur proposition a également remporté le grand prix, la plus haute distinction de la compétition[85].

#### European Satellite Navigation Competition2009
La région Nice Sophia Antipolis a participé, pour la 6e fois consécutive, à l'European Satellite Navigation Competition en 2009.